# 吳復 (黔國公)
吳復（1331年—1383年），字伯起，安徽合肥肥东人，明朝军事将领。
其年少富有勇谋，在元末召集乡众保护家乡。后在濠州归顺朱元璋，跟从攻下泗县、滁州、和州、採石、太平，后攻破海牙水寨，平定集慶。跟从徐达攻占镇江，并斩杀元将定定。此后进攻丹陽、金壇，攻克常州，升任統軍元帥。此后守卫常州，与张士诚进行交战，并取得胜利。后援助安豐、平定武昌。此后跟随徐达攻下庐州等地，授鎮武衛指揮同知，守卫沔陽。此后跟随常遇春攻下襄阳、擒拿任亮，并攻下汝州、魯山。
洪武元年，授懷遠將軍、安陸衛指揮使。后跟随徐达征战陕西、战胜擴廓。此后出兵征讨吐蕃、攻克河州。援助汉中，攻下南鄭。第二年跟随傅友德平定四川。次年跟从鄧愈平定九溪、辰州等地，后守卫安陆。洪武七年升任世襲指揮使。十一年跟随沐英征战西番，后封安陸侯。三年后再跟随傅友德征战云南、广西。洪武十六年，生瘡病，在普定逝世，追认黔國公，諡威毅。
有女儿嫁为齐王朱榑妃。